# Каращук Катерина Семенівна
Каращук Катерина Семенівна (1933, Вересоч, Чернігівська область — 15 червня 2014, Прилуки) — художник традиційної художньої вишивки, заслужений майстер народного мистецтва України (2001).

## Біографія
Народилася у Вересочі Куликівського району Чернігівської області, в багатодітній родині колгоспника. Жили в бідності, але у хаті завжди було багато вишитих мамою рушників. І Катерина вбирала в себе все те найкраще, що розповідала їй вишивка.
Зі шкільних років захоплювалася рукоділлям і малюванням, мріяла стати художницею. В дитинстві хворіла на поліомієліт, який залишив слід на все життя.
Закінчивши середню школу Вересоча, дівчина вирішила пов'язати своє життя з вишивкою. Вступила до Київського училища декоративно-прикладного мистецтва, де навчалася на вишивальному відділенні. Практикувалась у Львові, готувала диплом у Полтаві. 1954 року закінчила училище. Але відразу поїхати за направленням на роботу не змогла. На її долю випало ще одне випробування — важка операція. Лише за рік вона отримала можливість працювати на відомій Решетилівській фабриці художніх виробів на Полтавщині. Вільного місця майстра на той час там не виявилось. Але ж і на посаді лаборанта художньо-експериментальної лабораторії Катерина займалася творчою працею — створювала вишивки, виготовляла шаблони килимів. Вела активну громадську діяльність. У цеху фабрики читала технічний мінімум з вишивки, а у будинку піонерів вела вишивальний гурток. Брала участь у республіканських та всесоюзних виставках, її роботи отримували почесні відзнаки та нагороди.
Переїхавши до Прилук, 1963 року влаштувалася на роботу на панчішну фабрику імені 8 березня. Довгоочікуваний запис «художник» у трудовій книжці, але оформлювати довелось панчохи та шкарпетки, іноді хустки. Майстриня вигадувала малюнки на різні вироби і завжди використовувала у своїй роботі народний орнамент. Дуже часто буваючи у відрядженнях по всьому Радянському Союзу, завжди знаходила час для відвідин музеїв, де вивчала різні види вишивок й орнаменту. Творчі задуми Катерини Семенівни втілювалися в товар, якому часто присвоювали знак якості, а у музеї фабрики зберігається альбом з авторськими малюнками майстрині, які були запроваджені у виробництво.
Роботу на фабриці Катерина Семенівна вимушена була залишити за рік до пенсії — все частіше нагадувала про себе хвороба. Отримала II групу інвалідності. Після виходу на пенсію майже весь її вільний час заполонила вишивка. У своїй роботі майстриня використовувала різні техніки вишивання: хрестиком, рушникові шви, особливо полюбляла білу вишивку мережками. Крім рушників, вишивала полотняні сорочки, сукні, серветки.
1989 року Каращук Катерина Семенівна атестована в Києві у Будинку художника, одержала звання Майстра народного мистецтва України.
1991 року стала членом Спілки народних майстрів України.
2001 року за значний особистий внесок у розвиток української культури, вагомі творчі здобутки і високий професіоналізм Указом Президента України присвоєно почесне звання Заслуженого майстра народної творчості України.

## Творчість
Катерина Семенівна сама писала книгу свого життя. Писала голкою і ниткою. В кожен свій твір вона вкладала часточку власної душі. Розлетілись її роботи не лише по всій Україні, а й дивують українським колоритом французів, американців, поляків, росіян та німців.
Рушник «Квіти Чернігівщини» є в резиденції Президента України. А інші роботи представлені в музеях різних міст України: Прилук, Ніжина, Чернігова, Києва, Канева, Полтави.
Рушник «Тополя» вона подарувала Густинському монастирю на честь 400-ліття.
В народі кажуть, що справжній витвір мистецтва — від Бога. Господь обдарував цю жінку талантом вишивальниці, а вона, незважаючи на труднощі життя, дарувала людям своїми роботами радість, надію, справжнє свято.